# Chlorotherion punctatus
Chlorotherion punctatus là một loài bọ cánh cứng trong họ Cerambycidae.